# Richard Schoenfeld
Richard Schoenfeld (* 13. Juli 1884 in Aschersleben; † 10. Juli 1956 in Bad Soden am Taunus) war ein deutscher Bildhauer und Maler.

## Leben und Beruf
Richard Schoenfeld zählt zu den bekannten deutschen Bildnis-, Genre- und Landschaftsmalern. Über 50 Jahre hat er in der Kurstadt gelebt und dort 1915 die in Bergen geborene Mena Freuchen geheiratet. Sie selber war Bildhauerin bei Friedrich Christoph Hausmann an Städelschule Frankfurt am Main (heute Staatliche Hochschule für Bildende Künste – Städelschule) in Frankfurt am Main.
Richard Schoenfeld studierte an den Kunstschulen in Breslau und Weimar sowie an der Akademie in München. In Weimar sitzt er 1901 mit Max Beckmann in einer Klasse.
Auf Reisen nach Norwegen, in die Heimat seiner Frau, hat der Maler seine Eindrücke in unzähligen Landschaftsbildern festgehalten. Oft in kleinformatigen Zeichnungen. Er nutzt Pastellkreide, Blei- und Buntstift sowie Kohle. Eine produktive Schaffensphase durchlebt Schoenfeld von 1919 bis 1944 in seinem Atelier im Städel. Er schafft Stadtansichten von Metz, Marktszenen in Lunéville, Taunuslandschaften und Sodener Szenen, wie die „Tanzdiele im Freien“ vor dem Paulinenschlösschen. Porträts und Stillleben entstehen sowie Radierungen und Lithografien.
Eine Wandmalerei im Wartesaal des Frankfurter Bahnhofs mit Darstellungen von Bad Soden und dem Taunus gehört ebenfalls zu seinen Frankfurter Werken. Leider ging es im Bombenhagel 1945 unter wie viele andere seiner Arbeiten. Weitere wurden 1944 im Atelier zerstört. In den letzten Jahren seines Lebens entdeckte Schoenfeld die Intensität der Farben mit seiner Hinterglasmalerei. 480 Arbeiten habe er in einem Katalog für eine Ausstellung erfasst, die er anlässlich seines 75. Geburtstags plante. Drei Tage vorher ist Schoenfeld gestorben.